# Hälsinge regemente
Hälsinge regemente (I 14/Fo 21) var ett infanteriförband inom svenska armén som verkade i olika former åren 1624–1997. Förbandsledningen var från 1909 förlagd i Gävle garnison i Gävle.

## Historia

### Bildandet
Regementet härstammar från de "norrlandsfänikor" som organiserades i Hälsingland och Gästrikland på 1550-talet och 1560-talet. År 1615 organiserades dessa enheter av Gustav II Adolf tillsammans med andra fänikor från Medelpad, Ångermanland och Västerbotten till Norrlands storregemente där elva av totalt 24 kompanier rekryterades från Hälsingland och Gästrikland. Norrlands storregemente bestod av tre fältregementen. Någon gång runt 1624 splittrades storregementet permanent till tre mindre regementen av vilka ett år 1630 fick namnet Hälsinge regemente, varav soldaterna sammanfördes från Norduppland, Gästrikland, Hälsingland och Medelpad.
I 1634 års regeringsform fastställdes den svenska regementetsindelningen, där det angavs att armén skulle bestå av 28 regementen till häst och fot, med fördelningen av åtta till häst och 20 till fot. De indelta och roterande regementena namngavs efter län eller landskap, medan de värvade regementena uppkallades efter sin chef. Regeringsformen angav Hälsinge regemente som det tionde i ordningen. Dock blev det ett nummer som aldrig användes, annat än för att ange regementets plats enligt den då gällande rangordningen. Regementet kallades också Joakim Brahes regemente efter den första befälhavaren Joakim Brahe. År 1682 blev regementet indelt och det bestämdes att regementet skulle bestå av två kompanier i Gästrikland och sex kompanier i Hälsingland, med totalt 1200 meniga och korpraler.

### Stora nordiska kriget
Regementet deltog i stora nordiska kriget, där det 1708 efter slaget vid Lesna blev kraftigt decimerat. År 1709 deltog inte regementet i slaget vid Poltava, men utgjorde en del av belägringstrupperna vid fästningen vid Poltava. Efter det svenska nederlaget vid Poltava föll resterande del av regementet i fångenskap i samband med kapitulationen vid Perevolotjna. Hälsinge regemente återuppsatts i Sverige samma år.
Hälsinge regemente återuppsattes i Sverige samma år och kom senare att delta i bland annat i slaget vid Gadebusch, vilket regementet även tilldelades som segernamn. Efter Gadebusch marscherade den svenska hären, vilken bland annat bestod av Hälsinge regemente, västerut. Då både förplägnad och ammunition sinade tvingades Magnus Stenbock med sin kvarvarande armé att kapitulera den 6 maj 1713 vid Tönnigen i norra Tyskland. Kapitulationen resulterade i att flera svenska regementen upplöstes och hamnade i dansk fångenskap, bland annat hela Hälsinge regemente. Regementet återuppsattes senare samma år i Sverige igen.
Efter att regementet återigen satts upp kom regementet att delta i Karl XII:s norska fälttåg under Carl Gustaf Armfeldts ledning. Efter Karl XII:s död blev alla svenska trupper i Norge beordrade till återtåg till Sverige. Hälsinge regemente var ett av de regementen som kom att delta i det som blev känt som karolinernas dödsmarsch. Vid återtåget drog en snöstorm in över fjället, vilket medförde att över 4000 soldater frös ihjäl varav 600 soldater tillhörde Hälsinge regemente. Totalt förlorade Hälsinge regemente 1226 soldater under det norska fälttåget.  

### Rangordningen
Den rangordning som hade fastställts i 1634 års regeringsform började halta och skapa luckor efter freden i Fredrikshamn den 17 september 1809 då Finland tillföll Ryssland och de svenska regementen i Finland upplöstes. Därmed fanns det ett behov med att skapa ett nytt system. Under kronprins Karl Johans tid infördes 1816 ett nytt numreringssystem, där de svenska regementena genom en generalorder den 26 mars 1816 tillfördes ett officiellt ordningsnummer, till exempel № 14 Hälsinge regemente. Till grund för numreringen låg inte bara ett regementes status, utan också de svenska landskapens inbördes ordning och att Svealand, Götaland och Norrland skulle varvas. De lägsta ordningsnumren tilldelades "liv- och hustrupperna". Dessa nummer hade dock ingenting med rangordningen att göra, vilket bland annat framgår av gamla förteckningar där infanteri- och kavalleriförband är blandade just med hänsyn till rang och värdighet.

### 1901 års härordning
Genom 1901 års härordning fastställdes att tillgång till trupp skulle regleras genom allmän värnplikt, vilket bland annat resulterade i att infanteriregementena utökades med en bataljon och kom att omfatta tre infanteribataljoner. I härordningen beslutades även att samtliga regementen skulle förläggas till nyuppförda kasernetablissemang knutna till och uppförda i städer, jämfört mot mötesplatserna som låg på hedar utanför städerna. För Hälsinge regemente uppstod en debatt om var regementets skulle förläggas. Förutom Gävle så var Bollnäs, Hudiksvall, Storvik och Söderhamn tilltänkta orter. Men även Mohed, där regementet hade sin mötesplats, var med i debatten. Ingen av orterna kunde dock göra sig gällande med det som Gävle erbjöd som förläggningsort. Därmed avslog Kungl. Maj:t alla framställningar från de landskommuner och stadsfullmäktige som inkommit från olika orter i Gävleborgs län. Den 10 juni 1904 beslöts att förhandlingar skulle inledas med Gävle stad om villkoren för regementets förläggning där. I Gävle var det två förslag som utreddes som blivande kasernområde, kungsladugården Vall samt egendomen Kungsbäck, dels förläggning till Militärskolan på Valbogatan. I oktober 1904 beslöt Gävle stad att godta Kronans föreslagna villkor för en förläggning väster om staden. Staden kom därmed att köpa in egendomen Kungsbäck och genom särskilda avtal i december 1904 och mars 1905 förband sig staden till att med fulläganderätt överlämna området för regementets kaserner i Gävle. Byggnationen av kaserner kom snabbt igång och skulle enligt plan stå färdigt våren 1909 för inflyttning. Den 13 april 1909 invigdes under högtidliga former regementets nya förläggning.

### Ordningsnumret
I samband med 1914 års härordning justerades 1914 samtliga ordningsnummer inom armén. För Hälsinge regemente innebar det att regementet blev tilldelad beteckningen I 14. Justeringen av beteckningen gjordes för att särskilja regementen och kårer mellan truppslagen då namn och nummer som till exempel № 3 Livregementets grenadjärkår och № 3 Livregementets husarkår kunde förefalla egendomliga för den som inte kände till att förbanden ifråga tillhörde skilda truppslag.

### 1925 års försvarsbeslut
Regementet klarade sig från avveckling genom försvarsbeslutet 1925, men regementet kom i likhet med övriga infanteriregementen att reduceras med en bataljon och kom att från den 1 januari 1928 bestå av två infanteribataljoner.

### OLLI-reformen
Den 1 maj 1970 påbörjades ett organisationsförsök vid Gävle försvarsområdesstab (Fo 49) och Hälsinge regemente (I 14) samt vid Norra Smålands regemente (I 12) och Skånska dragonregementet (P 2). Försöket mynnade ut i att försvarsområdesorganisationen reformerades i den så kallade OLLI-reformen vilken genomfördes inom försvaret åren 1973–1975, där Hälsinge regemente sammanslogs med Gävle försvarsområde som samtidigt bytte namn till Gävleborgs försvarsområde. Den 1 juli 1973 bildades försvarsområdesregementet I 14/Fo 49 vilket medförde att Hälsinge regemente blev ett A-förband (försvarsområdesregemente). Inom Gävleborgs försvarsområde var Hälsinge regemente ensamt förband. Inom ett försvarsområde tillfördes A-förbanden det samlade mobiliserings- och materialansvaret medan B-förband endast var utbildningsförband.

### 1974 års regeringsform
I samband med att 1974 års regeringsform trädde i kraft den 1 januari 1975, ändrades namnet från Kungliga Hälsinge regemente till enbart Hälsinge regemente. Samtidigt fråntogs Konungen den formella rollen som högste befälhavare för krigsmakten, vilket även kom att gälla rollen som förbandschef över gardesförbanden.

### Försvarsområdesstaben
Regementet som låg i nedre Norrland hade tillhört de norrländska militärdistrikten och militärområden sedan de inrättades 1833. Sedan 1943 hade regementet och Gävleborg varit organiserade inom II. militärområdet. När sedan militärområdena reformerades den 1 oktober 1966 överfördes regementet och försvarsområdet till Östra militärområdet som hade sin stab i Strängnäs. Genom skifte av militärområde bytte försvarsområdet sin beteckningen från Fo 21 till Fo 49. Den 1 juli 1982 överfördes regementet och försvarsområdet tillbaka till Nedre Norrlands militärområde (Milo NN). Genom denna organisationsförändring återfick försvarsområdet sin tidigare beteckning Fo 21 och regementet fick den nya beteckningen I 14/Fo 21 för att följa numreringen inom militärområdet.

### Försvarsbesluten
Genom försvarsutredning 88 stod det klart att fyra brigadproducerande regementen skulle avvecklas. Bakgrunden var att de ekonomiska problem som uppkommit inom försvaret under 1970-talet och 1980-talet kvarstod och inte löstes i försvarsbeslutet 1987. Därav begärde Regeringen Carlsson I en ny utredning från överbefälhavaren Bengt Gustafsson, Försvarsutredning 88 (FU 88), om arméns utveckling. Utredningen ledde till att Riksdagen i december 1989 beslutade om att armén från den 1 juli 1992 skulle bestå av 18 brigader (en minskning med 11 brigader). I valet av vilka brigadproducerande regementen som skulle avvecklas ställdes hela tio regementen mot varandra: Värmlands regemente (I 2/Fo 52) i Karlstad, Livregementets grenadjärer (I 3/Fo 51) i Örebro, Livgrenadjärregementet (I 4/Fo 41) i Linköping, Kronobergs regemente (I 11/Fo 16/18) i Växjö, Norra Smålands regemente (I 12/Fo 17) i Eksjö, Hälsinge regemente (I 14/Fo 21) i Gävle, Älvsborgs regemente (I 15/Fo 34) i Borås, Hallands regemente (I 16/Fo3l) i Halmstad, Bohusläns regemente (I 17) i Uddevalla och Norra skånska regementet (P 6/Fo 14) i Kristianstad.
I den första samlade bedömningen ansågs Livgrenadjärregementet (I 4/Fo 41), Kronobergs regemente (I 11/Fo 16/18) och Älvsborgs regemente (I 15/Fo 34) ha de bästa förutsättningarna för att utbilda två brigader och att utbilda mekaniserade brigader, men Livgrenadjärregementet och Norra Smålands regemente ansågs ha de bästa övningsmöjligheter med andra truppslag. Det genom de garnisonsfördelar respektive regemente hade genom att andra förband var förlagda på garnisonsorten.
Då regeringen ansåg att det fanns vissa svårigheter med att utbilda två brigader i Norrland, ville man på grund av miljökrav behålla ett infanteriregemente i mellersta Sverige, där man då förordade att behålla Värmlands regemente (I 2/Fo 52) och Hälsinge regemente (I 14/Fo 21). Vidare ansågs det att Hälsinge regemente tillsammans med Livgrenadjärregementet var lokaliserade på lämpliga platser ur en operativ utgångspunkt genom tänkta operationsriktningarna norr och söder om Mälaren och där Hälsinge regemente även ansågs ha en gynnsam lokalisering mot bakgrund av kravet på skydd av förbindelserna till Norrland.
Så som ofta händer med regementen som varit föremål för avveckling men klarat sig från avveckling vid ett försvarsbeslut, så återkommer dom som alternativ för avveckling i kommande försvarsbeslut. Så är också fallet med Hälsinge regemente. Inför försvarsbeslutet 1992 var kravet att reducera antalet brigader. I den process som följde ställdes Hälsinge regemente mot en avveckling av Sollefteå garnison. Dock ansåg både överbefälhavaren och regeringen att Hälsinge regemente med dess etablissemang skulle avvecklas framför alternativet Sollefteå garnison. Regeringen bedömde att Gävleborgsregionen hade bättre förutsättningar att långsiktigt omhänderta de arbetsmarknadsmässiga konsekvenserna vid en avveckling av Hälsinge regemente i jämförelse med att avveckla Sollefteå garnison. Vidare ansågs det att en avveckling av Hälsinge regemente skulle ge utrymme för rationaliseringar inom Östersunds garnison.
Avvecklingen i Gävle berörde endast grundutbildningen av värnpliktiga vid regementet till dess två infanteribrigader, Hälsingebrigaden (IB 44) och Gästrikebrigaden (IB 14). Kvar i Gävle skulle en försvarsområdesmyndighet organiseras. Grundutbildningen vid regementet upphörde under 1993 och hade fram till dess omfattat cirka 1000 värnpliktiga varje år. Den 1 juli 1994 antog regementet en ny form, i form av en försvarsområdesstab ledd av en försvarsområdesbefälhavare. Regementet reducerades till att endast omfatta en försvarsområdesstab. Huvuddelen av lokalerna lämnades 30 juni 1994. Kvar fanns endast försvarsområdets uppgifter, fast i en mindre omfattning. Bemanningen minskades från dryga 400 personer till 32 officerare, 20 civilanställda och ett 25-tal värnpliktiga. 
Inför försvarsbeslutet 1996 föreslogs en ny försvarsområdesindelning, vilket innebar att tre försvarsområdesstaber inom Mellersta militärområdet (Milo M) skulle avvecklas senast den 31 december 1997. De tre staber som föreslogs för avveckling återfanns i Gävle, Linköping och Västerås. Gällande staben i Gävle föreslogs den tillsammans med staben i Falun att bilda ett gemensamt försvarsområde. Regementet avvecklades officiellt den 31 december 1997, vilket i praktiken innebar att Fo 21, Depå och HV/Friv avvecklades. Från den 1 januari 1998 kom Gävleborgs försvarsområde (Fo 21) att integreras i Kopparbergs försvarsområde (Fo 53) som antog namnet Dalarnas och Gävleborgs försvarsområde (Fo 53). Som stöd till hemvärn och frivilligverksamheten inom före detta Gävleborgs försvarsområde bildades försvarsområdesgruppen Gävleborgsgruppen.

### 400 års-jubileet
Den 24 augusti 2024 firades Hälsinge regementes 400 års dag. Det genom en jubileumsmarsch från Stortorget till Regementsparken, där olika uppvisningar genomfördes. Jubileet arrangerades av Kungl. Hälsinge regementes kamratförening, Gävleborgsgruppen och Gästrike militärhistoriska förening.

## Ingående enheter
Genom 1901 års härordning fastställdes att tillgång till trupp skulle regleras genom allmän värnplikt, vilket bland annat resulterade i att infanteriregementena utökades med en bataljon och kom att omfatta tre infanteribataljoner. I samband med krigsutbrottet 1914 fastställdes försvarsbeslutet 1914, vilket bland annat medförde att linjeregementet I 14 organiserades och mobiliserades. I likhet med övriga infanteriregementen skulle också ett reservregemente sättas upp, dock kom dessa aldrig att mobiliseras. Vidare infördes en brigadorganisation inom armén, där två infanteriregementen bildade en brigad. I 14 och I 23 bildade 11. infanteribrigaden, ingående i VI. arméfördelningen. Genom försvarsbeslutet 1925 reducerades försvaret kraftigt, bland annat så utgick reservregementena, antalet arméfördelningar reduceras med två och samtliga infanteriregementen reducerades med en bataljon och kom att från den 1 januari 1928 bestå av två infanteribataljoner. De tidigare linjeregemente ersattes samtidigt med begreppet fältregemente. Som en följd av försvarsnedskärningarna under slutet av 1920-talet kunde regementet vid krigsutbrottet 1939 endast mönstra två bataljoner inte var helt fulltaliga eller rustade. I den nya organisationen kom regementet underställas chefen för Norra arméfördelningen. Genom försvarsbeslutet 1942 stärktes dock försvarets krigsorganisation, vilket bland annat medförde att infanteriregementena tillfördes en tredje bataljon och att i stort sett samtliga kom att sätta upp två fältregementen: dels det ordinarie regementet och dels ett helt nytt som blev ett så kallat dubbleringsregemente. Dubbleringsregementet erhöll det ordinarie regementets nummer plus 30. I Hälsinge regementes fall blev det ordinarie regementet I 14 och dubbleringsregementet I 44. Det fredstida regementet betecknades I 14 depå för att särskilja det från krigsförbanden. Genom försvarsbeslutet 1948 kom fältregementena att omorganiseras till brigader.

### 11.infanteribrigaden
11. infanteribrigaden var en infanteribrigad inom VI. arméfördelningen som verkade åren 1915–1927 och bestod av Hälsinge regemente och Jämtlands fältjägarregemente.

### Gästrikebrigaden
Gästrikebrigaden (IB 14) bildades 1949 genom att fältregementet Hälsinge regemente (I 44) omorganiserades till brigad. Genom försvarsbeslutet 1972 kom brigaden att bli Hälsinge regementes huvud- och anfallsbrigad då den antogs till brigadorganisationen Infanteribrigad 77 (IB 77). Brigaden upplöstes den 31 december 1993 i samband med försvarsbeslutet 1992 och var då organiserad efter brigadorganisationen IB 77R.

### Hälsingebrigaden
Hälsingebrigaden (IB 44) bildades 1949 genom att fältregementet Gästriklands regemente (I 14) omorganiserades till brigad. Genom försvarsbeslutet 1972 kom brigaden att bli Hälsinge regementes sekundära brigad. Brigaden upplöstes 1991 i samband med försvarsutredning 1988 där det beslutades att samtliga brigader organiserade efter förbandstypen IB 66M skulle avvecklas senast den 30 juni 1992.

### Gävleborgs försvarsområde
Gävleborgs försvarsområde (Fo 21), ursprungligen Gävle försvarsområde (Fo 21), bildades den 1 oktober 1942 och hade sin stab lokaliserad till Drottninggatan 26 i Gävle. Den 1 maj 1970 omlokaliserades staben till Kungsbäck och förlades till stabsbyggnaden "Wall". I samband med OLLI-reformen den 1 juli 1973 fick Gävleborgs försvarsområde gemensam stab med Hälsinge regemente. Genom den omorganisationen lokaliserades försvarsområdesstaben till kanslihuset vid regementet. Åren 1973–1982 hade försvarsområdet beteckningen Fo 49. Den 1 januari 1998 kom Kopparbergs försvarsområde (Fo 53) och Gävleborgs försvarsområde (Fo 21) tillsammans bilda Dalarnas och Gävleborgs försvarsområde (Fo 53), med stab i Falun. Dalarnas och Gävleborgs försvarsområde upplöstes och avvecklades den 30 juni 2000.

### Utbildningskompanier
| 1630 - Överste Brahes livkompani (Delsbo, Färila, Hogdal, Järvsö, Ljusdal) - Överstelöjtnanten Kiörnings kompani (Alfta, Bollnäs, Hanebo, Norrala) - Major Sabelss kompani (Hille, Valbo och Norduppland)' - Kapten Hendrichssons kompani (Medelpad) - Kapten Kielochs kompani (Hamrånge, Ockelbo, Mo, Rengsjö, Segersta, Skog, Söderala) - Kapten Fläsks kompani (Hedesunda, Ovansjö, Torsåker, Årsunda, Färnebo) - Kapten Ruthercrantz kompani (Bergsjö, Gnarp, Harmånger, Hassela, Jättendal och södra Medelpad) - Kapten Mauritz Duvals kompani (Arbrå, Bjuråker, Enånger, Forsa, Hög, Idenor, Njutånger, Rogsta, Trönö, Tuna) | 1634(?) - Livkompaniet - Överstelöjtnantens kompani - Majorens kompani - Alsta kompani (Alfta) - Delsbo kompani - Ovansjö kompani - Arbrå kompani - Jervsö kompani |

| 1814(?) - Livkompaniet (Bollnäs och Hanebo) - Forssa kompani (Ljusdal) - Järvsö kompani - Delsbo kompani (Hudiksvall) - Färnebo kompani - Arbrå kompani - Alfta kompani (Alfta och Ovanåker) - Ovansjö kompani (Sandviken) | 1993 - Livkompaniet, befälsutbildningskompani (KB- och PB-elever) - Forsa kompani, depåkompani - Järvsö kompani, granatkastar-/spaningskompani - Delsbo kompani, stabskompani (växlande bataljonsstab/brigadstab) - Färnebo kompani, skyttekompani - Arbrå kompani, tross-/pansarvärnskompani - Alfta kompani, skyttekompani - Ovansjö kompani, skyttekompani |

### Början av 1700-talet
| Regementet i början av 1700-talet.           | Regementet i början av 1700-talet.                                                          | Regementet i början av 1700-talet. |                      |                      |                                 |
| Kompani                                      | Kompaniets stånd                                                                            | Boställen | Samlingsplats        | Trossbod             | Mötesplats 1696                 |
| -------------------------------------------- | ------------------------------------------------------------------------------------------- | --- | -------------------- | -------------------- | ------------------------------- |
| Regementsstaben                              | -                                                                                           | Överstebostället Mårdnäs kungsgård, Segersta socken Regementspastorsbostället Säversta n:o 2, Bollnäs socken Regementsskrivarbostället i Norrbyn, Söderala socken | -                    | -                    | -                               |
| Livkompaniet                                 | Bollnäs socken, Hanebo socken, Segersta socken, Mo socken                                   | Kompanichefsboställe Kyrkbyn n:o 13, Hanebo socken Kaptenlöjtnantsboställe Säversta n:o 1, Bollnäs socken Fänriksboställe Sibo n:o 2, Hanebo socken               | Säversta             | Säversta             | Mårdnäs                         |
| Överstelöjtnantens kompani (Färnebo kompani) | Österfärnebo socken, Torsåkers socken, Hedesunda socken, Årsunda socken                     | Kompanichefsboställe Åbyn, Hamrånge socken Löjtnantsboställe i Fors, Österfärnebo Fänriksboställe i Vibyggehyttan, Torsåker                                       | Fors                 | Fors                 | Hedåsen, Färnebo                |
| Majorens kompani' (Forsa kompani)            | Forsa socken, Bergsjö socken, Norrbo socken, Hassela socken, Ilsbo socken, Bjuråkers socken | Kompanichefsboställe Rolfsta, Forsa Löjtnantsbostället i Bolle, Bergsjö Fänriksbostället i Hamre, Forsa                                                           | Rolfsta              | Rolfsta              | Rolfsta                         |
| Järvsö kompani                               | Järvsö socken, Ljusdals socken, Färila socken, Los socken, Ytterhogdals sockenr             | Kompanichefsboställe Kramsta n:o 2, Järvsö Löjtnantsboställe Storbyn n:o 1, Färila Fänriksboställe Sjulhamre n:o 2, Ljusdal                                       | Kramsta              | Kramsta              | "Bodaheden"                     |
| Delsbo kompani                               | Delsbo socken, Bjuråkers socken, Ljusdals socken                                            | Kompanichefsboställe Sjulhamre, Ljusdal Löjtnantsboställe i Gärde, Ljusdal Fänriksboställe vakant                                                                 | Hagens by, Delsbo    | Hagens by, Delsbo    | "Hammaren", vid kyrkan i Delsbo |
| Arbrå kompani                                | Arbrå socken, Järvsö socken, Mo socken, Rengsjö socken, Undersviks socken                   | Kompanichefsboställe Haga, Arbrå Löjtnantsboställe i Föränge, Järvsö Fänriksboställe i Broddböle, Rengsjö                                                         | Haga, Arbrå          | Norränge, Arbrå      | "Mälan", vid kyrkan i Arbrå     |
| Alfta kompani                                | Alfta socken, Ovanåkers socken, Bollnäs socken                                              | Kompanichefsboställe Kyrkbyn n:o 19, Alfta Löjtnantsboställe vakant Fänriksboställe Nordanå n:o 4, Alfta                                                          | Alfta kyrka          | Alfta kyrkby         | "Bälven", vid kyrkan i Alfta    |
| Ovansjö kompani                              | Ovansjö socken, Ockelbo socken, Torsåkers socken                                            | Kompanichefsboställe vakant Löjtnantsboställe vakant Fänriksboställe i Nordansjö, Torsåker                                                                        | Kungsgården, Ovansjö | Kungsgården, Ovansjö | Kappalsbacken, Högbo by         |

## Förläggningar och övningsplatser

### Förläggning
I samband med att regementet bildades 1630, valdes Florhed som mötesplats. År 1689 flyttades mötesplatsen några kilometer österut till sandheden i Mohed utanför Söderhamn i Hälsingland. Den 23 augusti 1908 hölls en ceremoni vid mötesplatsen, detta då regementet skulle flytta in i ett nyuppfört kasernetablissement i Gävle. I Gävle hade regementets expedition varit förlagd från 1882, på flera olika adresser.
År 1904 bestämde riksdagen att Hälsinge regementet skulle flytta till Gävle År 1905 beslutade stadsfullmäktige i Gävle att upplåta mark gratis vid Kungsbäck. Arkitekten Erik Josephson från arméförvaltningen fick i uppdrag att rita kasernerna och byggnaderna för regementet. Kasernerna uppfördes efter 1901 års härordnings byggnadsprogram efter Fortifikationens typritningar för infanterietablissemang. Totalt omfattade kasernområdet med omgivande övningsområdet ett 90-tal byggnader.
Den 29 januari 1909 började regementet flytta in de nya kasernerna i Kungsbäck. Och den 15 februari 1909 var hela regementet på plats. Den 13 april 1909 överlämnades genom en ceremoni kasernetablissemang till regementet. Året därpå anlades Regementsparken in till regementet. År 1911 uppfördes Soldathemmet med Soldatkyrkan som har en förminskad kopia av Ljusdals kyrkas stapel.
Efter att den militära grundutbildningen upphörde och att kasernerna blivit överflödiga såldes de till Akademiska Hus, totalrenoverades åren 1995–1996 och utgör idag campus för Högskolan i Gävle. Regementets- och försvarsområdesstaben övertog den byggnad som tidigare inhyst regementets sjukhus. Efter att regementet avvecklades helt i december 1997, övertogs fastigheten av Högskolan i Gävle.
Från kasernetablissemang 1998 behölls ett mindre antal byggnader, bland annat byggnad 64, Frivillighuset (dåvarande HV/Friv-avd inom Fo 21) och gamla SFD där idag Gävleborgsgruppen är lokaliserad och utbildar soldater för hemvärnet samt HV/Insatspluton i Hälsingland och Gästrikland. Regementets officersmässen återfinns sedan 1994 i det gamla soldathemmet.

### Övningsplatser
Regementet vapenövades vid Florhed och sedan Mohed. Efter att regementet förlagts till Gävle, kom regementet att vapenövas vid Marma skjutfält. Skjutfältet förvaltades då av Svea artilleriregemente. Efter att Svea artilleriregemente omlokaliserades till Linköping, övertogs förvaltningen i september 1962 av Hälsinge regemente. Vid sidan om Marma så övades Hälsinge regemente vid dess närövningsfält vid Kungsbäcks övnings- och skjutfält. Efter att Hälsinge regemente avvecklades övertogs förvaltningen av skjutfälten av Upplands flygflottilj fram till flottiljens nedläggning.

## Heraldik och traditioner
I samband med att Hälsinge regemente avvecklades genom försvarsbeslutet 1996, kom dess traditioner från den 1 januari 1998 föras vidare av Gävleborgsgruppen. Från den 1 juli 2013 är Gävleborgsbataljonen, inom Gävleborgsgruppen,

### Fälttåg
- Befrielsekriget (1521–1523)[24]
- Nordiska sjuårskriget (1563–1570)[24]
- Nordiska tjugofemårskriget (1590–1595)[24]
- Andra polska kriget (1600–1629)
- Trettioåriga kriget (1630–1648)
- Torstensons krig (1643–1645)
- Nordiska krigen (1655–1661)
- Skånska kriget (1674–1679)
- Stora nordiska kriget (1700–1721)
- Hattarnas ryska krig (1741–1743)
- Sjuårskriget (1757–1762)
- Gustav III:s ryska krig (1788–1790)
- Finska kriget (1808–1809)
- Kampanjen mot Norge 1814 (1814)

### Förbandsfanor
Regementet har burit ett antal fanor genom åren. År 1897 överlämnade kung Oscar II en ny fana till regementets två bataljoner, vilka då ersatte fanorna av modell 1850. Den 29 september 1952 troppades fanorna av modell 1897, och ersattes av fana m/1952. Den nya fanan överlämnades av kung Gustaf VI Adolf. Den nya fanan efterliknande fanan från 1850. Fanans färger, vilket även är regementets färger, svart och vitt, är tagna från Hälsingland (svart) samt Gästrikland (vitt).

### Kamratförening
Vid Hälsinge regemente bildades den 13 augusti 1938 kamratföreningen Hälsinge regementes kamratförening, vilken är en ideell förening och har som syfte att vara en länk och samlingsplats mellan anställda eller värnpliktiga som tjänstgjort vid Hälsinge regemente, vidare vårdar föreningen förbandets minne och traditioner. Kamratföreningen har sedan den 9 november 1970 en underavdelning, Hälsinge regementes kamratförening i Stockholm.

### Utmärkelsetecken
År 1959 instiftades Hälsinge regementes (I 14) förtjänstmedalj i guld (HälsregGM) i 8:e storleken. Även Kungl. Hälsinge regementes  belöningsmedalj i guld (HälsregGM) instiftades samma år. År 1959 och 1985 instiftades Hälsinge Regementes förtjänstmedalj i silver (HälsregSM). Medaljerna från 1959 och 1982 är i 8:e storleken. År 1992 instiftades medaljerna igen som en Jetong, men då i 12:e storleken. Samtliga medaljer har ett kluvet band i vitt och svart.

## Förbandschefer
Regementschefer verksamma vid regementet åren 1627–1997.

- 1630–1360: Joachim Brahe
- 1630–1638: Åke Ulfsparre
- 1638–1645: Johan Oxenstierna
- 1645–1645: Johan Strijk
- 1645–1654: Gustaf Saabel
- 1654–1655: Gustaf Oxenstierna
- 1655–1660: Carl Larsson Sparre
- 1660–1669: Henrik Johan Taube
- 1670–1673: Anders Månsson Arenfeldt
- 1673–1683: Gustaf Karl von Wulffen
- 1683–1698: Ludvig Wilhelm Taube
- 1698–1700: Carl Gustaf Frölich
- 1700–1708: Jöran von Knorring
- 1708–1723: Gideon Fock
- 1710–1717: Reinhold Henrik Horn
- 1717–1724: Lorentz von Numers
- 1723–1738: Henrik Magnus von Buddenbrock
- 1739–1750: Johan Carl Silfversparre
- 1750–1762: Reinhold Otto Fock
- 1762–1772: Anders Rudolf du Rietz
- 1772–1776: Fredrik Gyllensvaan
- 1776–1782: Arvid Nils Stenbock
- 1782–1809: Wilhelm von Kaulbars
- 1809–1815: Fredrik von Platen
- 1815–1847: Adolf Ludvig von Post
- 1847–1856: Charles Emil Rudbeck
- 1856–1860: Alexander Reuterskiöld
- 1860–1861: Sven Peter Bergman
- 1861–1864: Nils Henrik Hägerflycht
- 1864–1868: Axel Leijonhufvud
- 1868–1874: Ernst von Vegesack
- 1874–1882: Johan Gottlieb Wilhelm von Rehausen
- 1882–1893: Carl Bror Munck af Fulkila
- 1893–1901: Robert Reuterskiöld
- 1901–1902: Johan Casimir De la Gardie
- 1902–1909: Wilhelm Ernst von Krusenstjerna
- 1909–1915: Carl Alexander Fock
- 1915–1923: Georg Nyström
- 1923–1932: Henning Stålhane
- 1932–1933: Filip Hartelius
- 1933–1934: Ernst af Klercker
- 1934–1940: Gösta Ehrenborg
- 1941–1946: Carl Hamnström
- 1946–1955: Hans Berggren
- 1955–1957: Curt Göransson
- 1957–1967: Axel Henriksson
- 1967–1968: Nils Sköld
- 1968–1971: Jan-Eric Smedler
- 1968–1969: Carl-Henrik Gåsste (tillförordnad)
- 1971–1973: Carl-Henrik Gåsste
- 1973–1975: Allan Månsson
- 1975–1982: Carl-Henrik Gåsste
- 1982–1987: Ingmar Arnhall
- 1987–1991: Karl-Evert Englund
- 1991–1992: Folke Ekstedt
- 1993–1994: Hans Berndtson
- 1994–1994: Lars-Erik Ljungkvist (tillförordnad)
- 1995–1997: Tomas Bornestaf

## Namn, beteckning och förläggningsort
| Joakim Brahes regemente   | 1630-??-?? | – | 1634-??-?? |
| Kungl. Hälsinge regemente | 1634-??-?? | – | 1709-07-01 |
| Kungl. Hälsinge regemente | 1709-??-?? | – | 1713-05-06 |
| Kungl. Hälsinge regemente | 1713-??-?? | – | 1974-12-31 |
| Hälsinge regemente        | 1975-01-01 | – | 1997-06-30 |

| № 14       | 1816-03-26 | – | 1914-09-30 |
| I 14       | 1914-10-01 | – | 1973-06-30 |
| I 14/Fo 49 | 1973-07-01 | – | 1982-06-30 |
| I 14/Fo 21 | 1982-07-01 | – | 1997-12-31 |

| Florhed (F)                           | 1630-??-?? | – | 1689-??-?? |
| Mohed (F)                             | 1689-??-?? | – | 1909-02-14 |
| Gävle garnison (F)                    | 1909-02-15 | – | 1997-12-31 |
| Kungsbäcks övnings- och skjutfält (Ö) | 1909-02-15 | – | 1997-12-31 |
| Marma skjutfält (Ö)                   | 1962-09-23 | – | 1997-12-31 |

## Kända personer som gjort värnplikt på I 14
- Prins Daniel [28]
- Rickard Olsson (svensk TV- och radioprogramledare)
- Niklas Wikegård, svensk före detta ishockeyspelare och ishockeytränare.
- Anders ”Lillen” Eklund, Europamästare i tungviktsboxning 1985 och 1987.

## Galleri

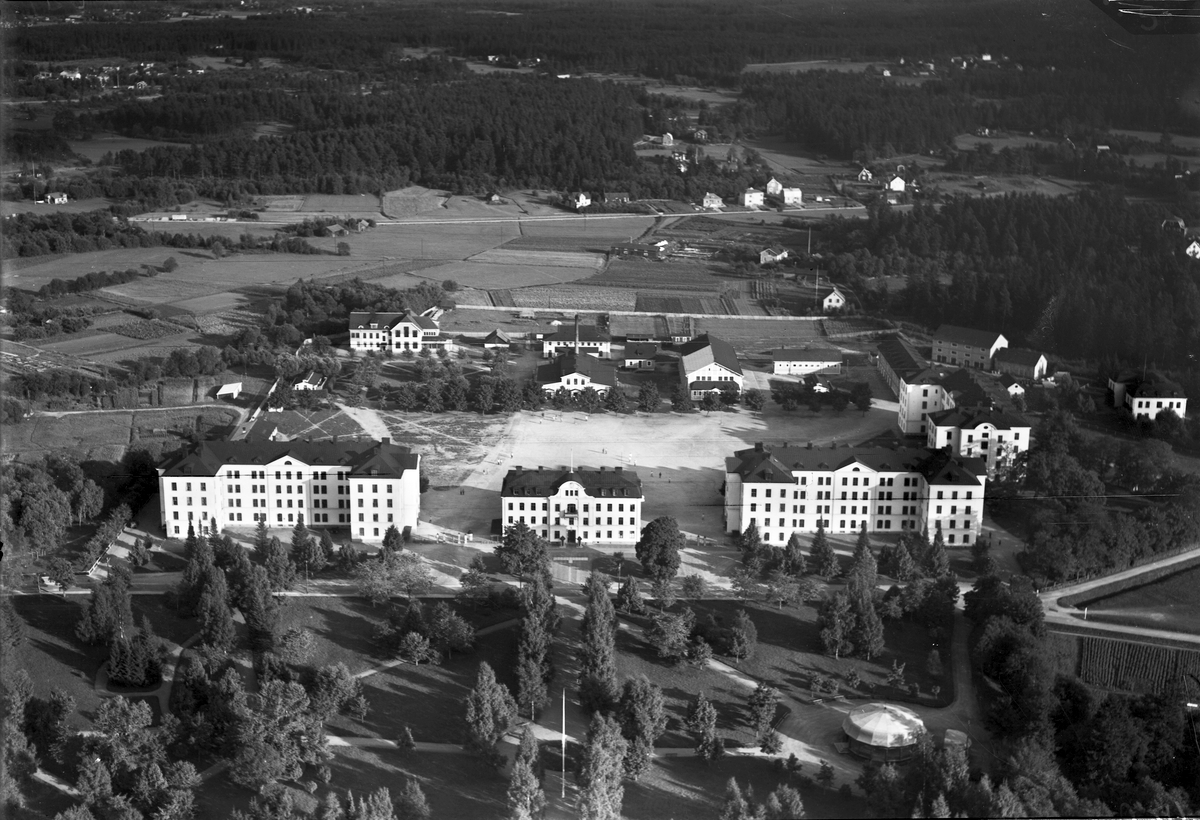
Flygbild över kasernområdet 1941.
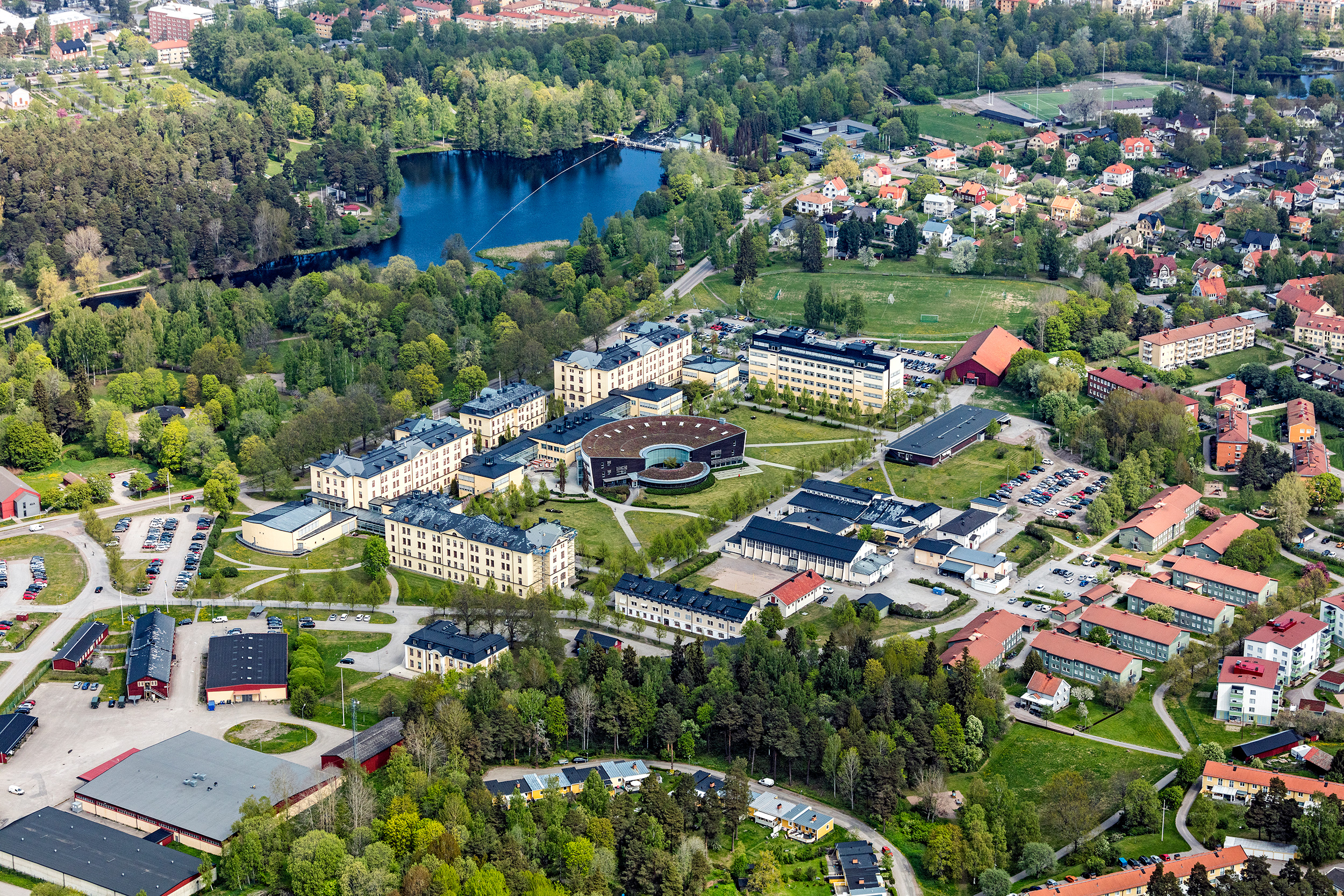
Flygbild över kasernområdet 2020.
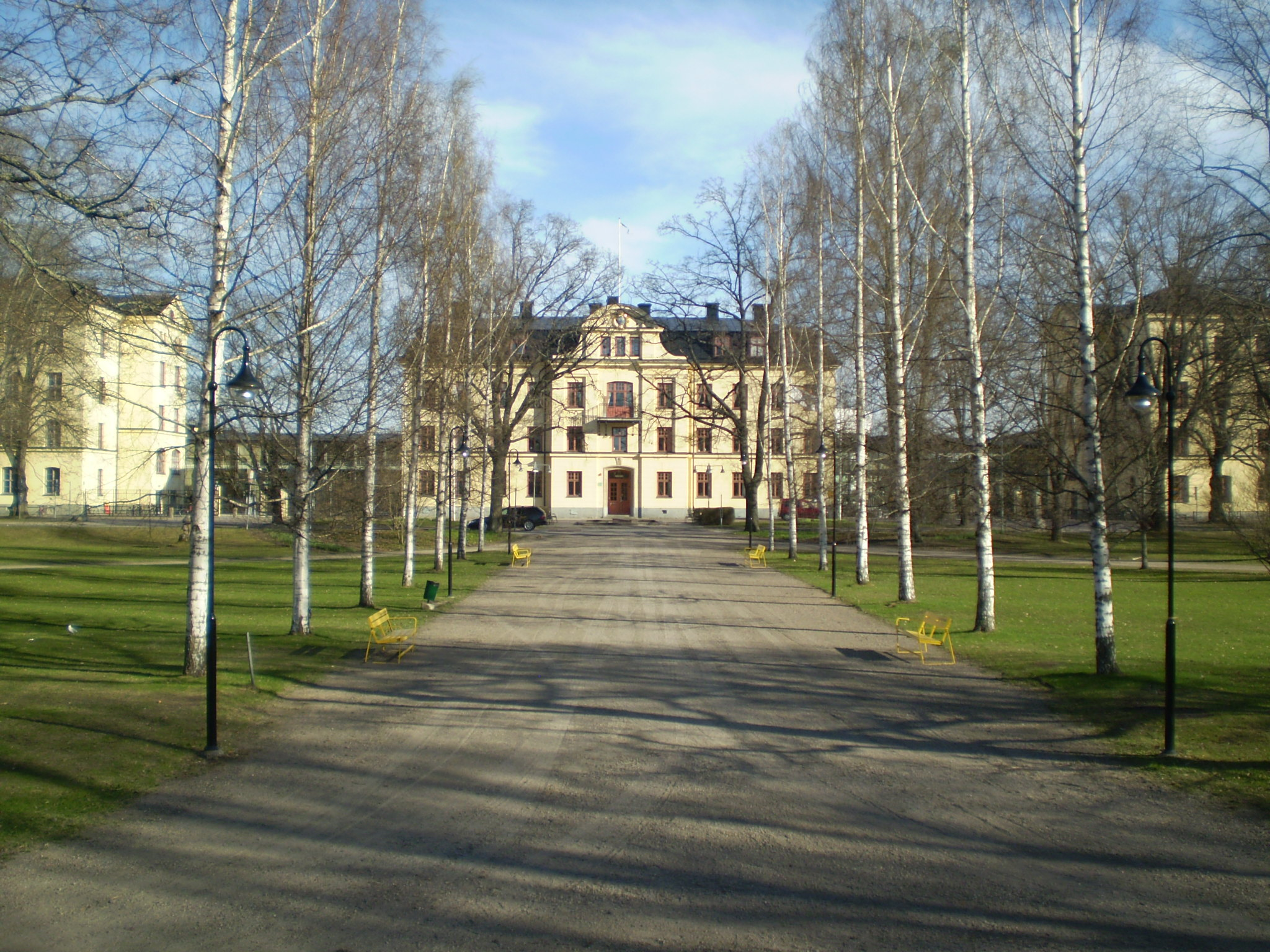
Kanslihuset vid Hälsinge regemente.
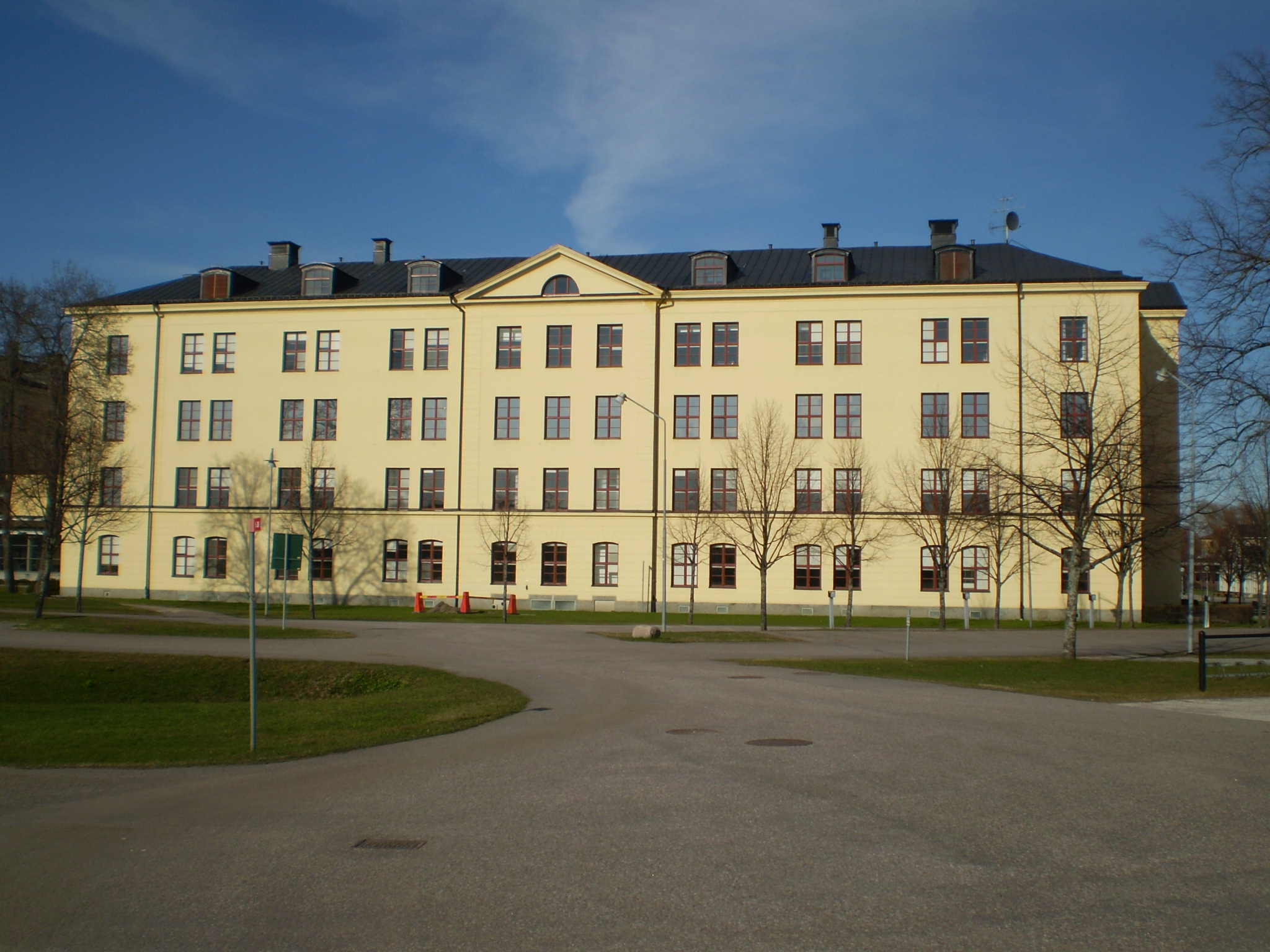
C-kasernen vid Hälsinge regemente.
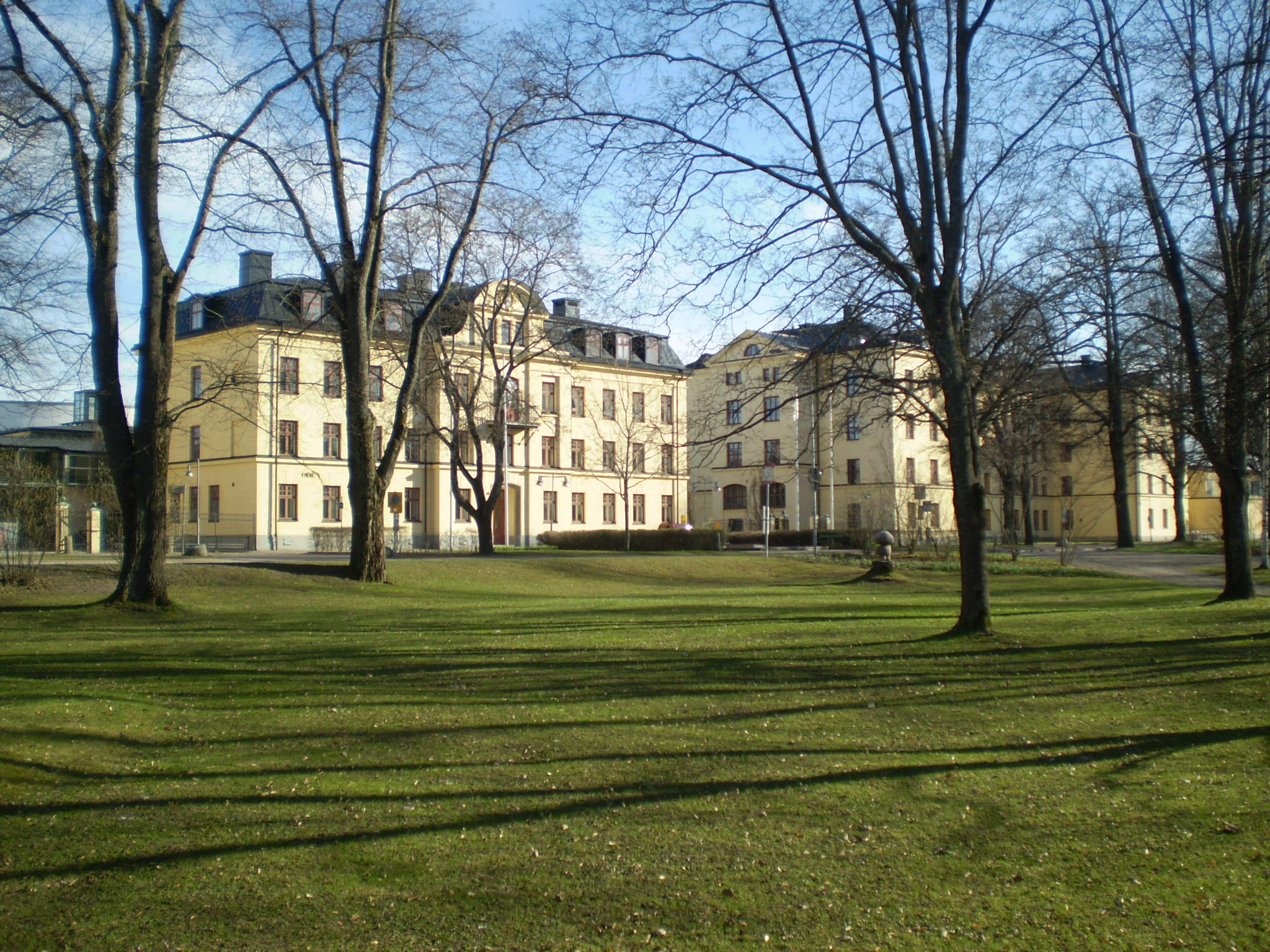
Vy över framsidan av Hälsinge regemente.
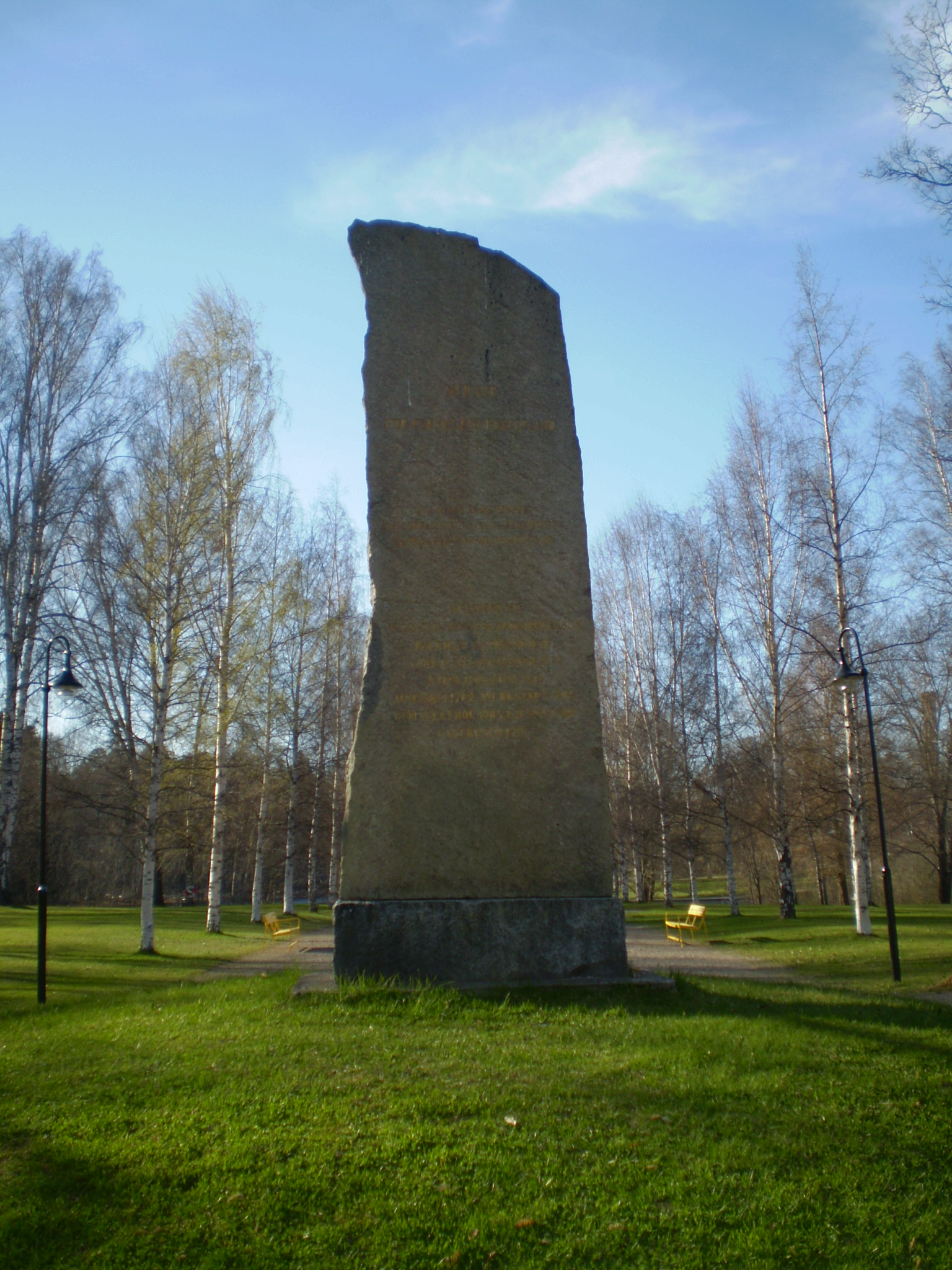
Minnessten över regementet.
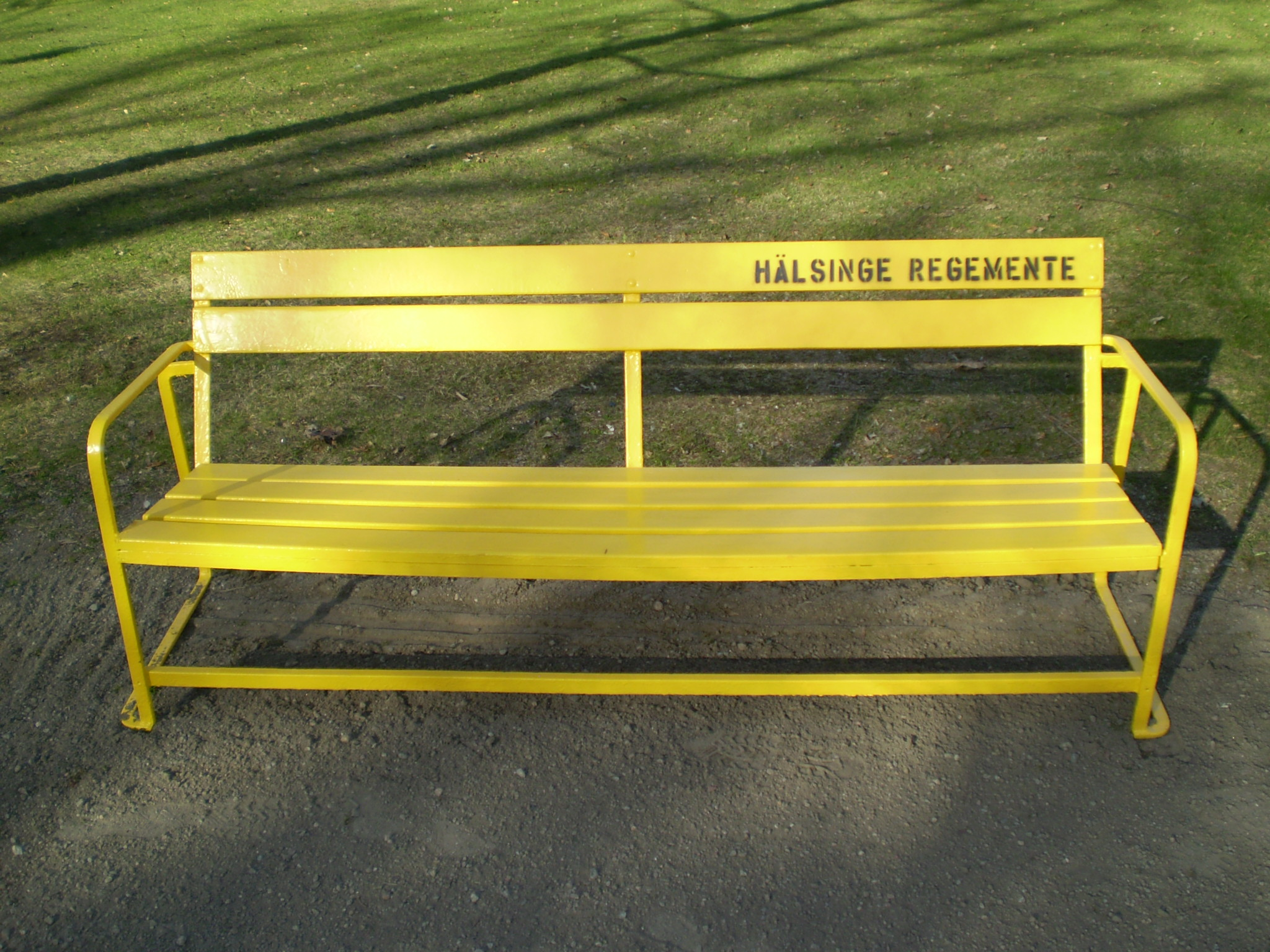
Parkbänk med regementets namn och färger.
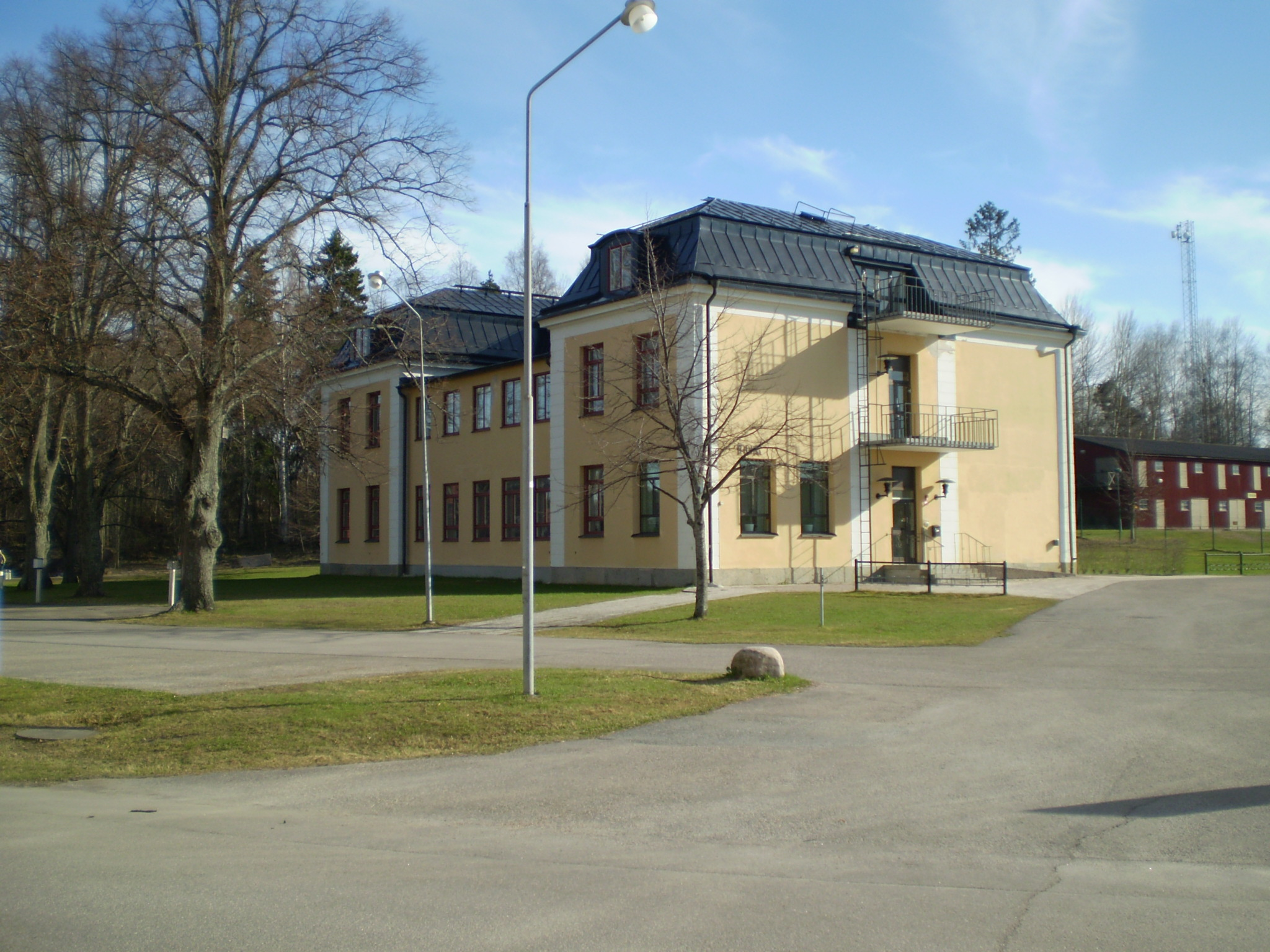
Sjukhusbyggnaden, från 1994 kanslihus vid Hälsinge regemente.
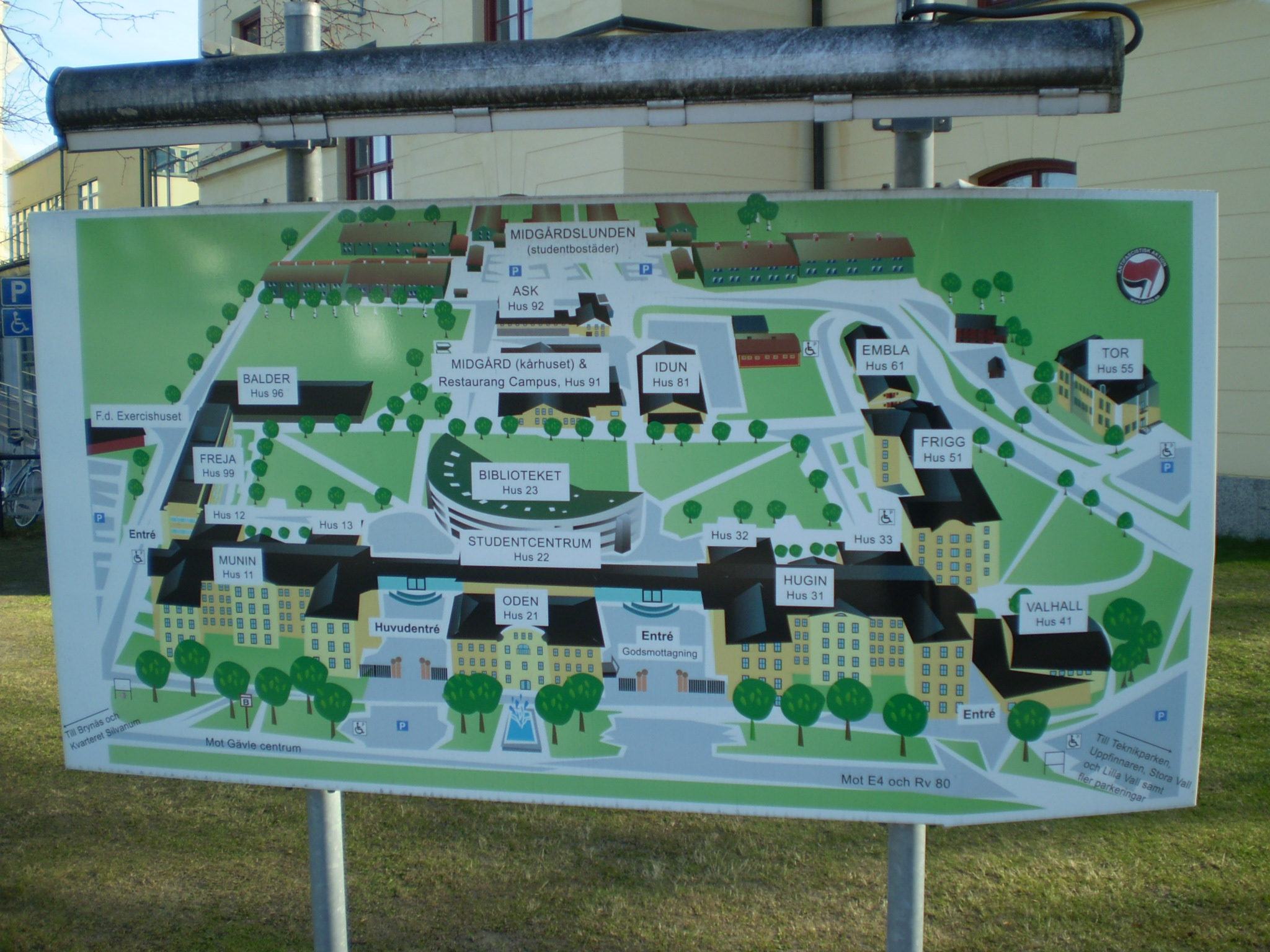
Översikt över hur området 2010.
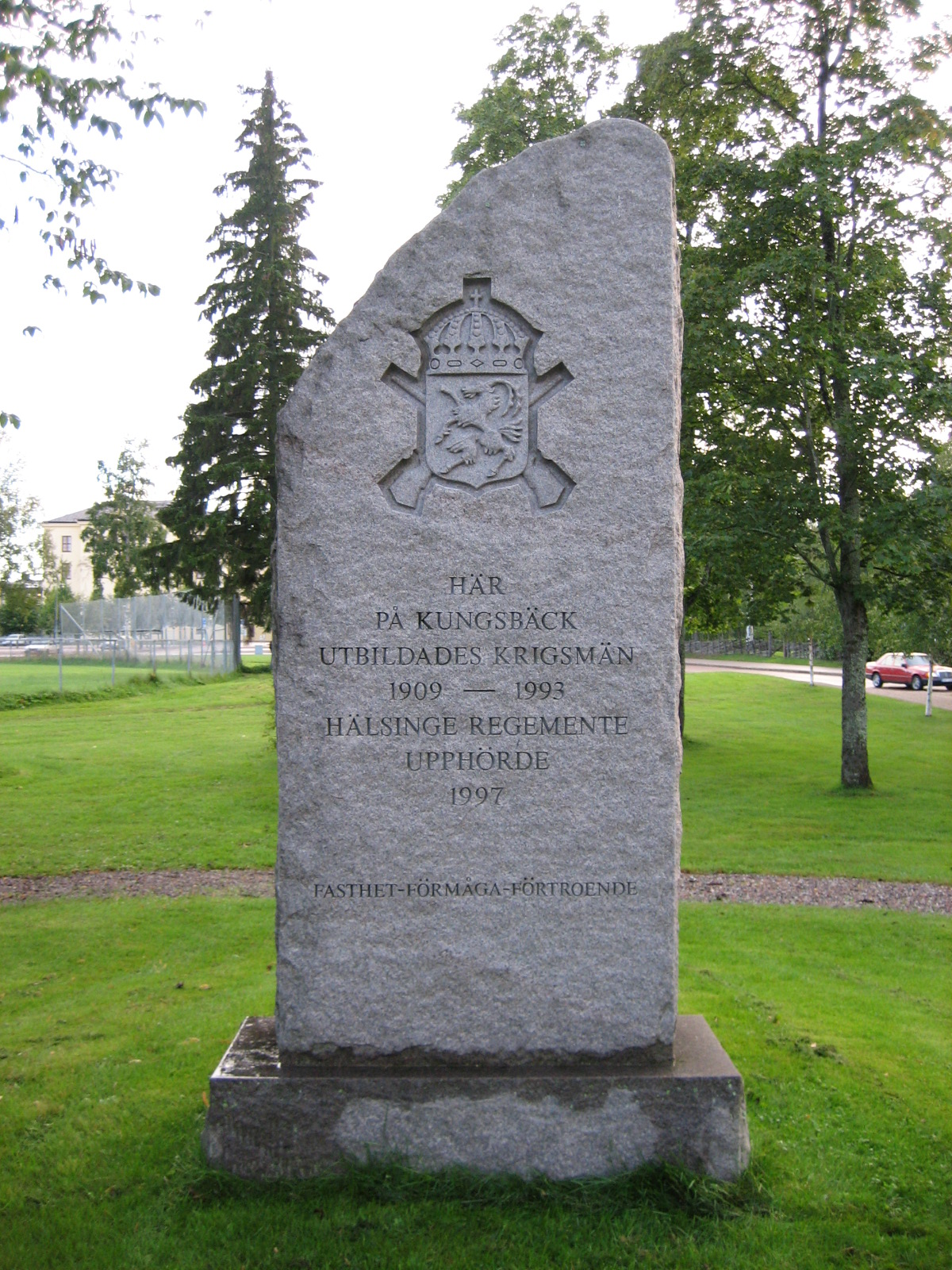
Minnesmonumentet avtäcktes 1997 av siste regementeschefen Tomas Bornestaf.
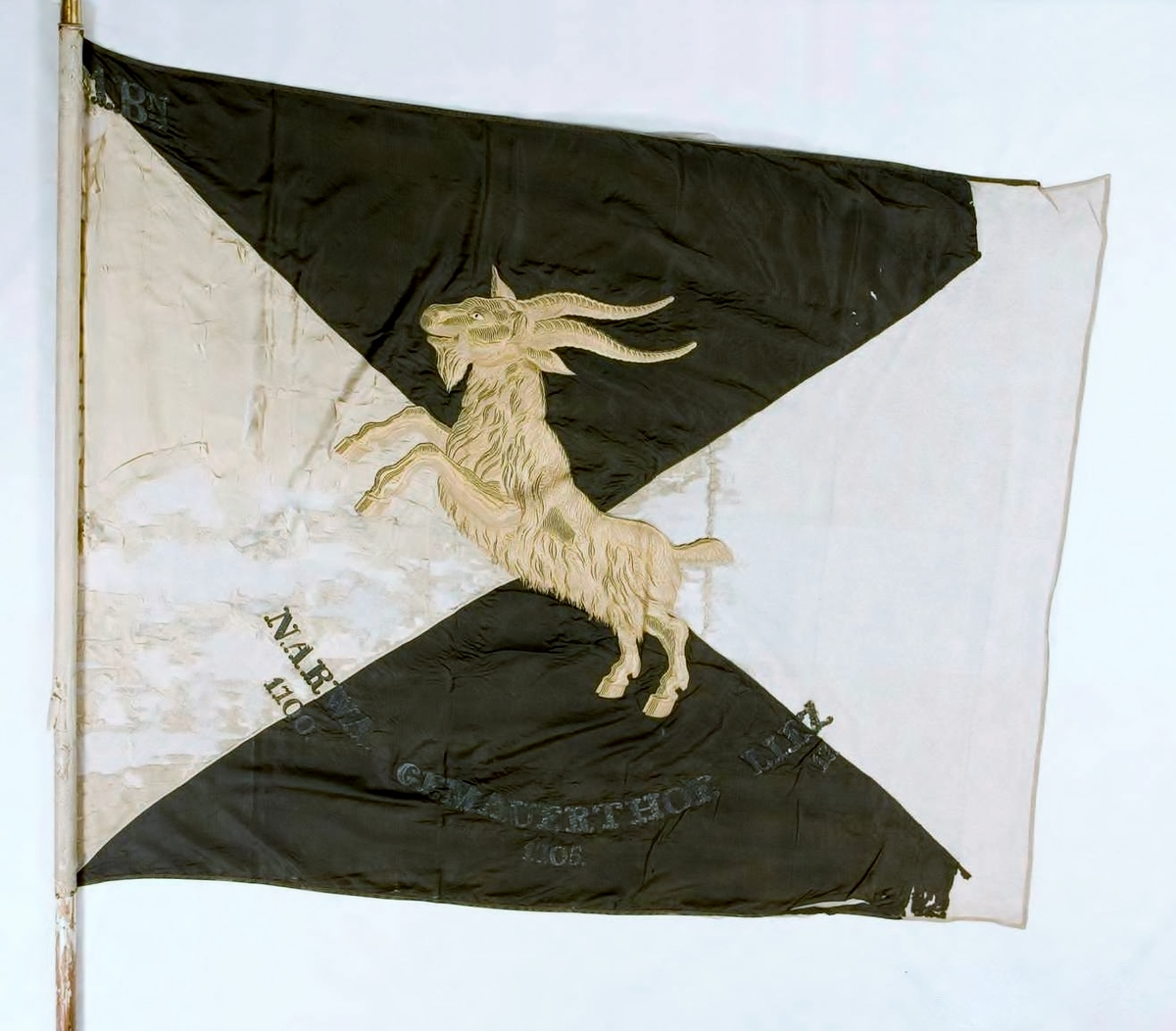
Bataljonsfana m/1850, för regementes 1:a bataljon
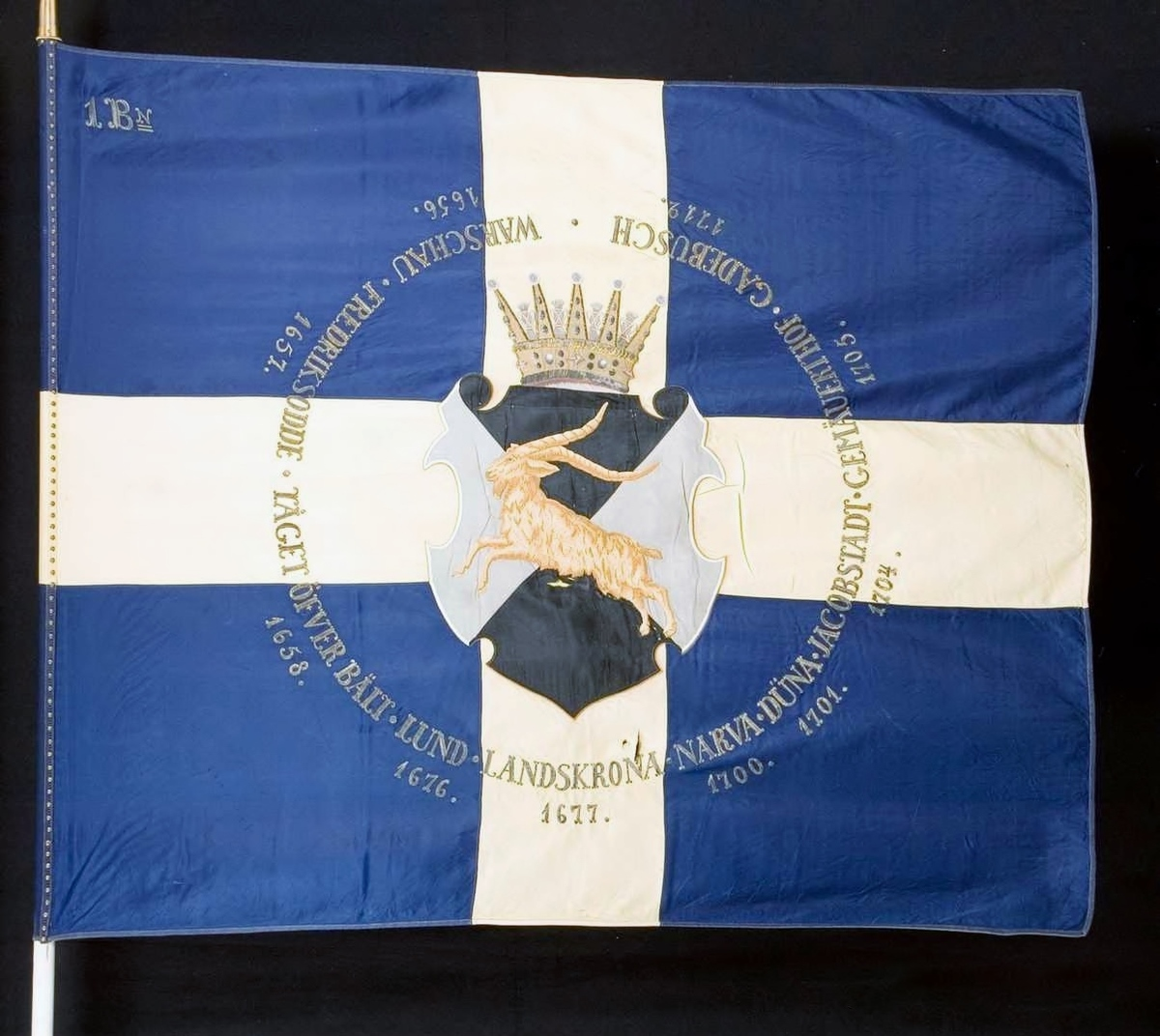
Bataljonsfana m/1897, för regementes 1:a bataljon
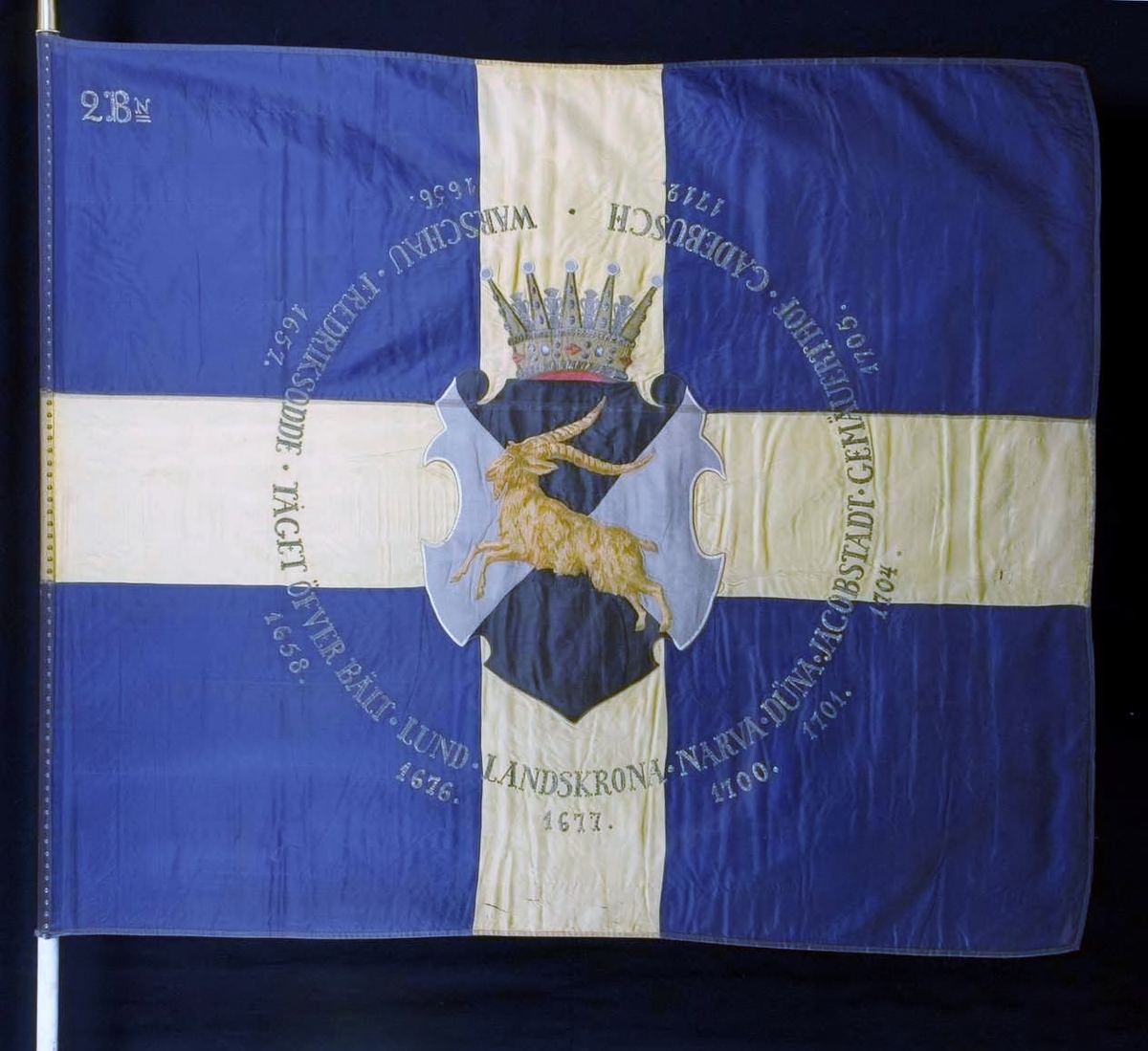
Bataljonsfana m/1897, för regementes 2:a bataljon
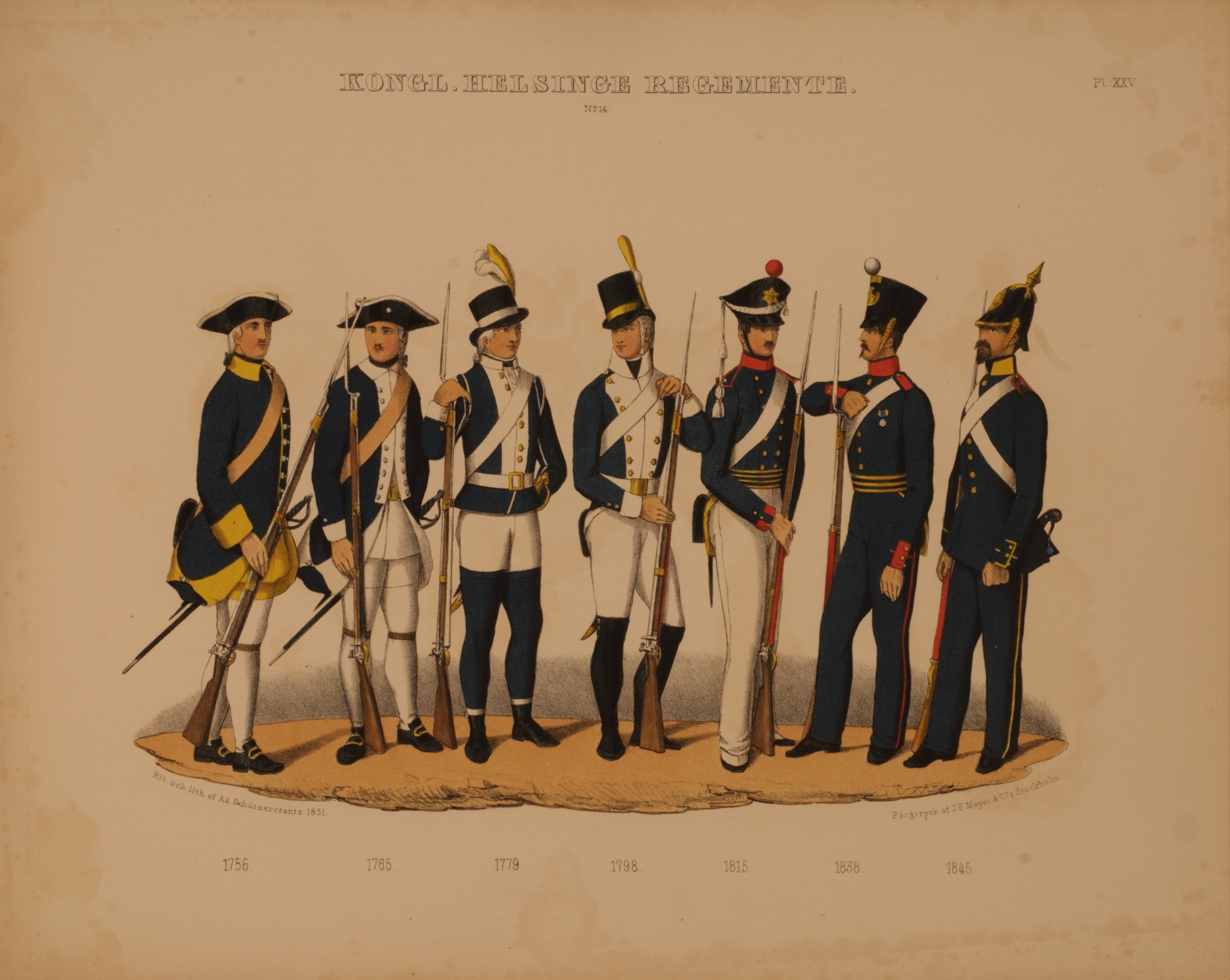
Regementets uniformer åren 1756–1845
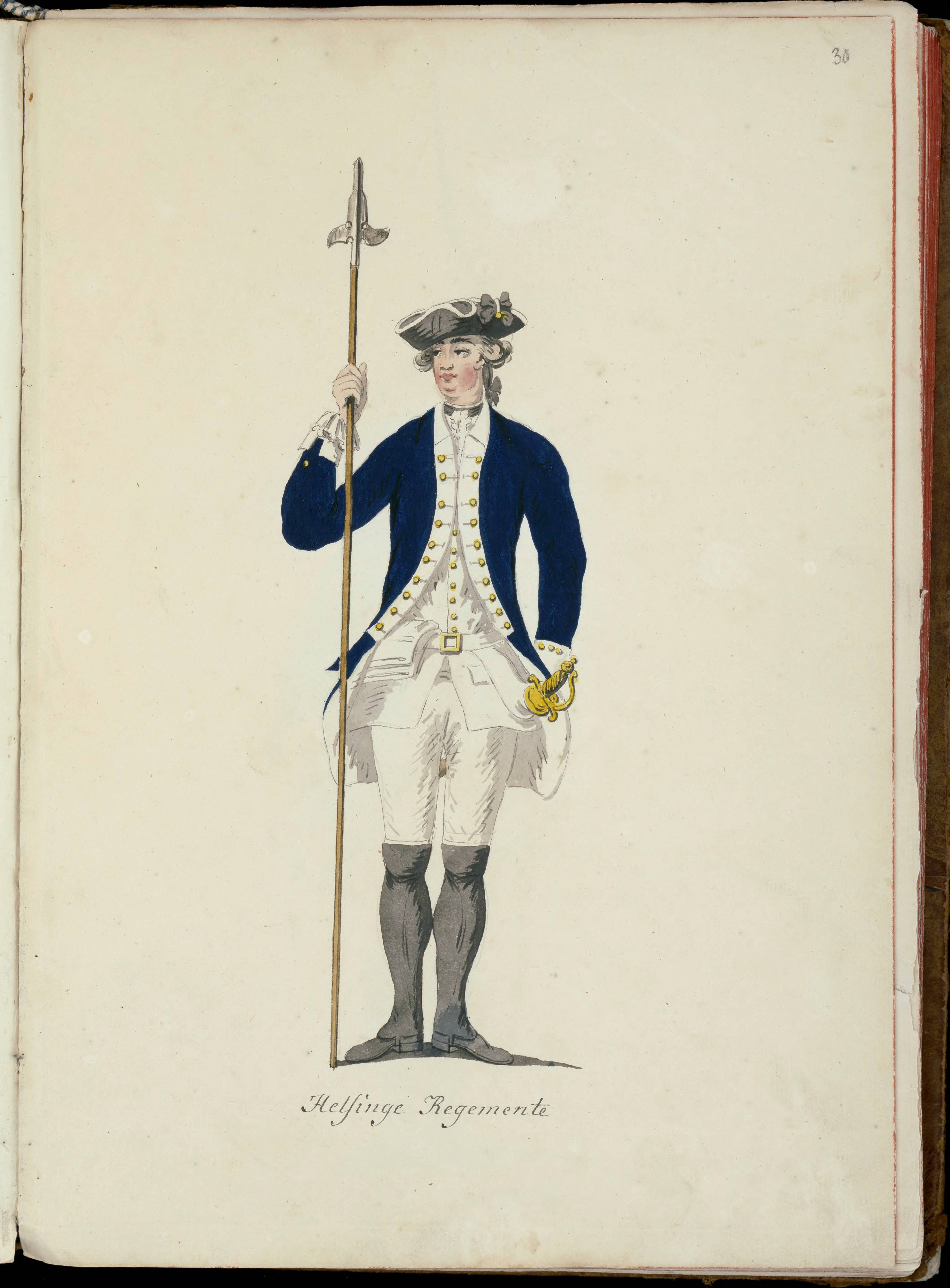
Uniform m/1765.
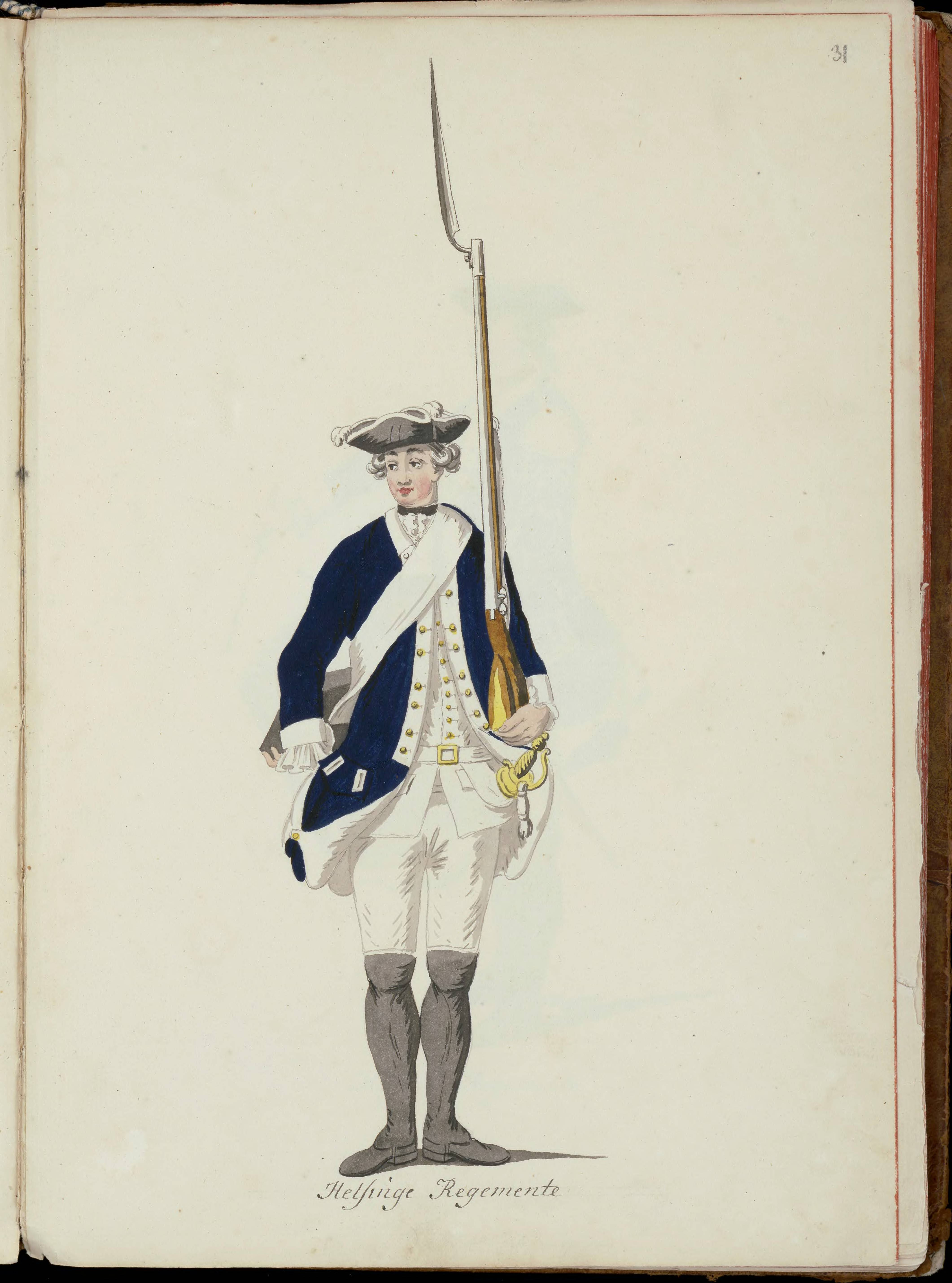
Uniform m/1765.
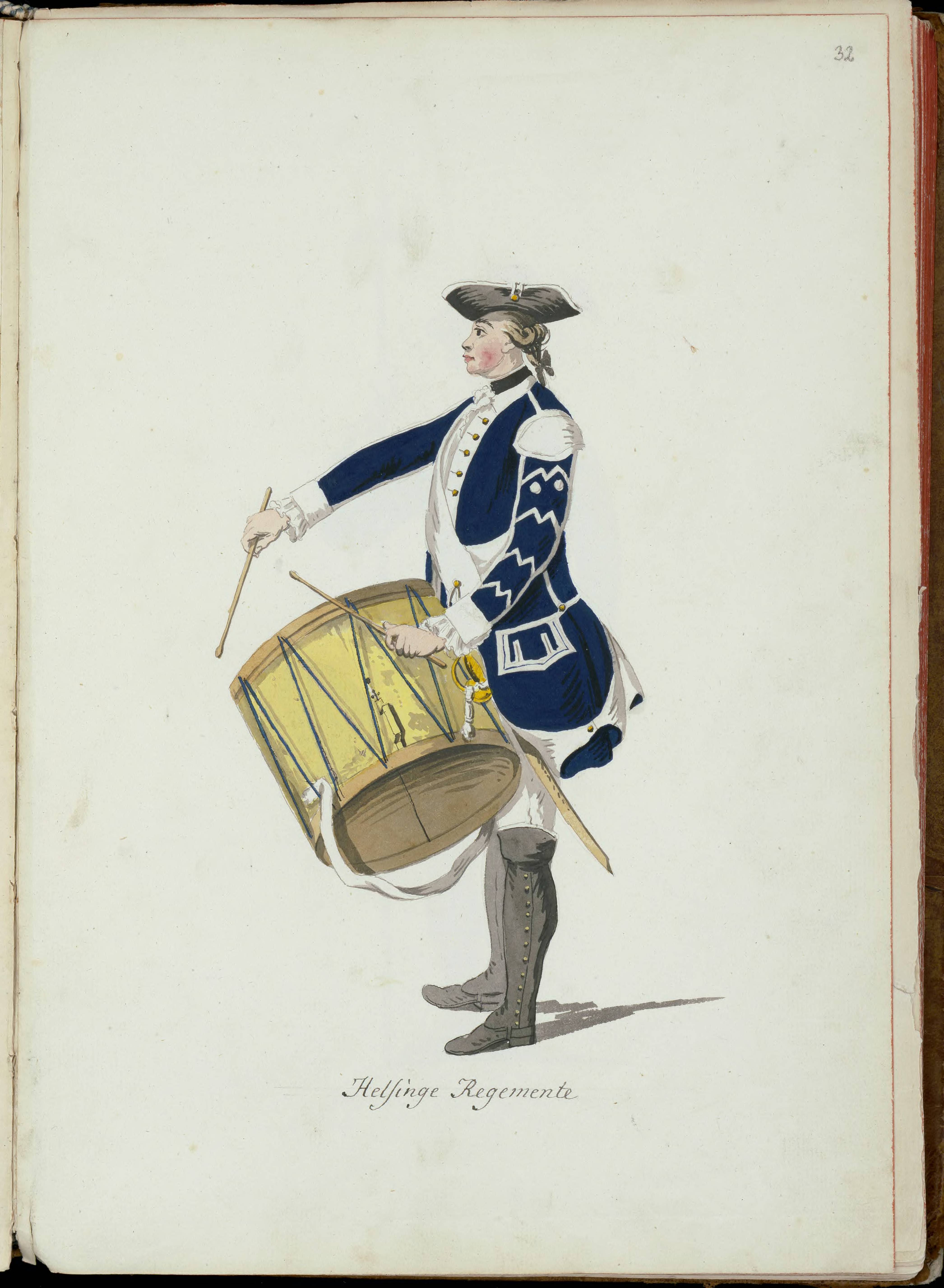
Uniform m/1765.
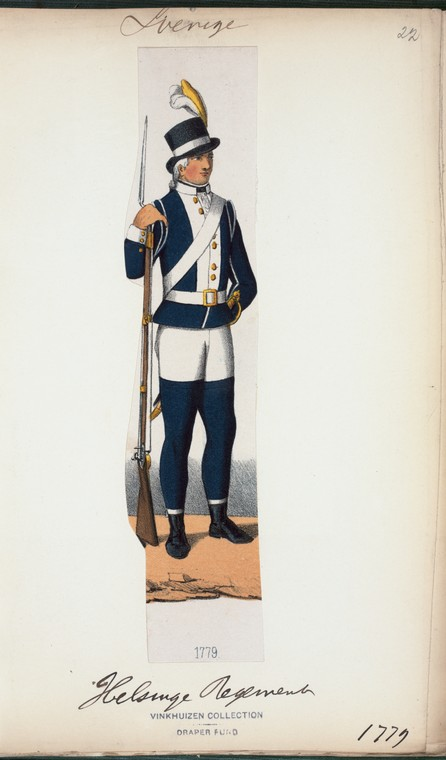
Uniform m/1779.